# Cloreto de bário
O cloreto de bário, de fórmula química BaCl2, é uma substância muito utilizada no setor de metalurgia em sais de têmpera, com a finalidade de aumentar a dureza de ferro-ligas e/ou aços (tratamento térmico de metais). É utilizado também em indústrias de sais de bário e em indústrias para eliminação de sulfato. É um sólido branco em temperatura ambiente, conduz corrente elétrica em estado líquido, sendo, assim, uma substância iônica.

## Preparação
O cloreto de bário pode ser obtido a partir da reação do ácido clorídrico com o hidróxido de bário ou carbonato de bário. Em escala industrial, é preparado em duas fases a partir da barita, mineral rico em sulfato de bário. A primeira fase é realizada em altas temperaturas:
BaSO4 + 4C → BaS + 4CO
A segunda fase requer adição de reagentes. O cloreto de bário resultante pode então ser retirado da mistura pela água:
BaS + CaCl2 → BaCl2 + CaS

## Usos
Embora seja barato, o cloreto de bário encontra aplicações limitadas no laboratório e na indústria. Sua toxicidade limita sua aplicabilidade.

## Características Físico-Químicas
- Estado Físico: pó branco e inodoro
- Solubilidade(0 °C) 31g/100g de água
- Peso molecular: 208,24 para anidro (BaCl2) e 244,27 para o dihidratado (BaCl2.2H2O)
- pH (sol 10%):7,0 (25 °C)
- Massa Especifica (24 °C): 3,86g/cm³

## Toxicologia
Causa irritação em contato com mucosas e olhos. Exposição demasiada pode causar lesões no cérebro, desordem intestinal, gosto metálico, e o contato prolongado com a pele pode deixá-la acinzentada. Qualquer tipo de contato com a pele, deve ser lavada a área de contato com água por pelo menos 15 minutos e depois, procurar ajuda médica. No caso de ingestão, provocar o vômito imediatamente, de acordo com a orientação paramédica, e procure imediatamente ajuda médica.